# Fred Hampton
Pour les articles homonymes, voir Hampton.
Fred Hampton, né le 30 août 1948 à Monroe et mort le 4 décembre 1969 à Chicago, est un militant politique afro-américain, membre du Black Panther Party. Il fut assassiné lors d'un assaut mené par le FBI dans le cadre de l'opération COINTELPRO.

## Biographie

### Jeunesse et formation
Hampton est né le 30 août 1948 dans la banlieue de Chicago. Dès son plus jeune âge, Hampton s'est investi dans la défense des plus pauvres et des Noirs américains. À 10 ans, il organisait des repas pour les jeunes de son quartier, cuisinant lui-même les repas. Au lycée, il a dirigé une manifestation pour protester contre l'exclusion des étudiants noirs à une course traditionnelle organisée par son école et appela les responsables de l'établissement à embaucher plus d'enseignants et d'administrateurs noirs.
Fred Hampton fut fortement influencé par la mort de Emmet Till, un adolescent afro-américain lynché à mort en 1955, sa mère l'ayant gardé durant sa jeunesse, et par la répression du mouvement des droits civiques porté par Martin Luther King le 7 mars 1965, connu sous le nom de Bloody Sunday.
Il a dirigé un conseil de jeunesse local de la NAACP (association nationale pour les gens de couleur).

### Activité à Chicago
Il rejoignit le Black Panther Party en 1968 et devint le leader dans l'Illinois. Il établit une coalition multiraciale connu sous le nom de Rainbow Coalition, regroupant divers groupes révolutionnaires aussi bien blancs que latinos,.
Fred Hampton était socialiste, voire communiste proche de l'idéologie du marxisme-léninisme souscrivant à de nombreuses idées de Karl Marx et Vladimir Lénine. Hampton pensait que le peuple devait s'emparer de l'État et de la richesse des plus fortunés pour établir un véritable gouvernement et système économique démocratique.

« Nous disons que nous n'allons pas combattre le capitalisme avec le capitalisme noir, mais nous allons le combattre avec le socialisme. »

Selon Michael Mccarty, ancien militant des Black Panthers, Fred Hampton était une personne charismatique, qui avait un don par ses discours d'emporter la foule comme s'il parlait individuellement à chaque personne.

### Assassinat
Le gouvernement américain voyait dans les forces contestataires organisées sous le patronage de Fred Hampton une trop grosse menace pour que les autorités la tolèrent. C'est dans le cadre du COINTELPRO, que le dirigeant du FBI J. Edgar Hoover autorisa des opérations de déstabilisation de cette coordination.
Fred Hampton fut assassiné dans son appartement, pendant son sommeil, lors d'un assaut mené par le FBI et des policiers du Chicago Police Department dans le cadre de l'opération COINTELPRO. L'assaut avait été préparé par l'agent infiltré William O'Neal, qui avait réussi à devenir garde du corps d'Hampton. Mark Clark, qui dirigeait la section de Peoria (Illinois) du BPP, fut également tué lors de l'assaut, et plusieurs autres membres blessés. Les survivants, dont la fiancée d'Hampton enceinte de huit mois, Deborah Johnson, ainsi que Brenda Harris, Louis Truelock et Harold Bell, furent tous inculpés de « tentative de meurtre » sur les policiers — bien qu'aucune balle n'ait été tirée — et la caution demandée fixée à 100 000 dollars. Quatre jours après l'assaut, Geronimo Pratt fut la cible d'un raid analogue à Los Angeles.
Un documentaire produit par Mike Gray et sorti en 1971, intitulé The Murder of Fred Hampton, rend compte de cet évènement. La manipulation du FBI fut tellement explicite qu'elle mena à des inculpations pour obstruction d'enquête contre le procureur général Hanrahan et une douzaine d'officiers de la police de Chicago. Toutefois, les charges furent abandonnées après un arrangement avec les survivants du raid en 1972, selon lequel eux aussi bénéficieraient de la suspension des poursuites. Les survivants se joignirent toutefois aux mères des victimes pour demander réparation, et en 1982 le juge fédéral John Grady accorda 1,85 million de dollars en dédommagements aux familles, soulignant la présence d'une « conspiration pour exclure de leurs droits civiques les Black Panthers ».

## Cinéma
Dans le film Les Sept de Chicago (2020), Kelvin Harrison Jr. incarne Hampton, où ce dernier conseille Bobby Seale à qui on a refusé une défense au cours du procès des Chicago Seven.
Le film Judas and the Black Messiah (2021) lui est consacré.